# Гвоздики польові
Гвоздики польові, гвоздика польова (Dianthus campestris) — вид рослин з родини гвоздикових (Caryophyllaceae); поширений у східній і південно-східній Європі, у західній та середній Азії. Етимологія: лат. campester — «польовий».

## Опис

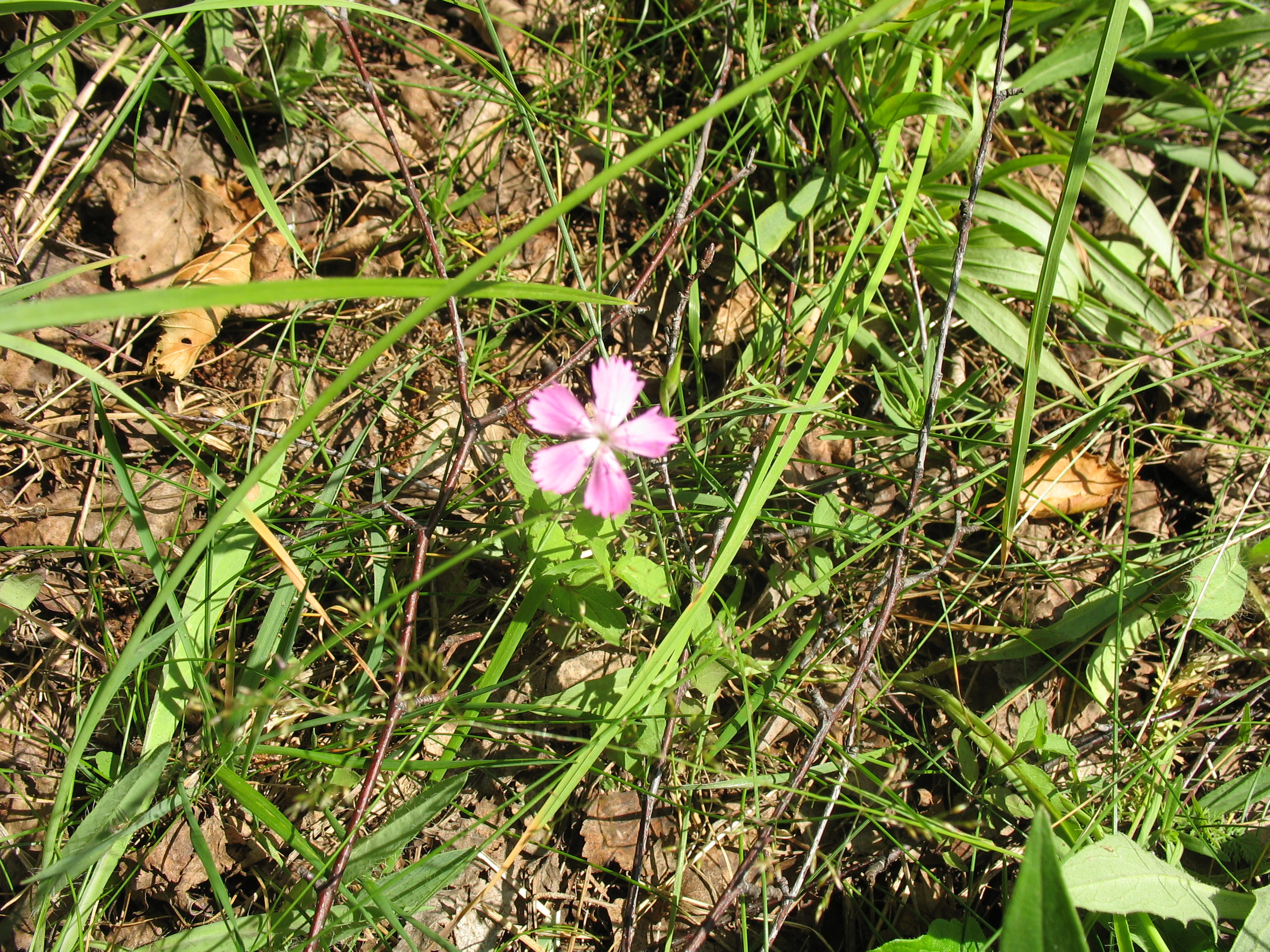
загальний вигляд

Багаторічна рослина. Листки ланцетно-лінійні, разом зі стеблом вгорі коротко шерстисті, внизу шорсткі. Безплідних бічних пагонів немає. Приквіткові луски в 2–3 рази коротші від чашечки. Чашечка 15–18 мм довжиною.

## Поширення
Поширений у східній і південно-східній Європі (Греція, Болгарія, Румунія, Молдова, Україна, Росія), у західній та середній Азії (Туреччина, Казахстан, Західний Сибір).
В Україні вид зростає на лісових галявинах, схилах і пісках — у Поліссі, Лісостепу, зазвичай; у Степу, рідко.